# 第8回札幌国際短編映画祭
第8回札幌国際短編映画祭（SAPPOROショートフェスト）（だい8かいさっぽろこくさいたんぺんえいがさい）は、2013年9月11日〜9月16日の6日間（13日はオールナイト上映）、札幌プラザ2・5（旧札幌東宝プラザ）をメイン会場に開催された国際短編映画祭である。

## 内容
世界94ヶ国から3,746作品の応募があり、コンペティションにノミネートされたのは99作品。
特別プログラムはアジアンタイフーン、ニューヨークショート、フレンチショート、カリフォルニアショート、After 3.11震災プログラム、ミッドナイト(R-18)、初音ミク企画CGMアワード、アワードBEST、文化庁メディア芸術祭（無料）、教育フォーラム（無料）、北海道ミュージックビデオ（無料）、オフシアター(6プログラム)の129作品を上映。
メインビジュアルは札幌在住の画家、久野志乃が担当。

## SAPPOROショートフェスト2013審査員
- 佐々木譲(Joh Sasaki)：作家／日本
- ヤン・ヨンヒ(Yang Yonghi)：映画監督／日本
- フレッド・ディーキン(Fred Deakin)：ビジュアルアーティスト、ミュージシャン／イギリス
- ロジャー・ガルシア(Roger Garcia)：香港国際映画祭エグゼクティブディレクター／中国・香港
- アリソン・ストーナー(Alyson Stoner)：女優、ダンサー、シンガー／アメリカ

## SAPPOROショートフェスト2013 AWARD
※作品名、上映時間、ジャンル、制作年、国名、監督の順で表記。国名は主な制作国で出身国とは異なります。

### グランプリ
- フィルムメーカー部門 グランプリ(Filmmaker section Grand Prix)
監督：ヨルギス・グリゴラキス(Georgis Grigorakis)/ギリシャ

- 作品部門 グランプリ(One title section Grand Prix)
作品：『死の影』（英題：Death of a Shadow）20:00/Fiction/2012/ベルギー制作
監督：トム・ヴァン・アバルマエト(Tom Van Avermaet)

### 審査員賞
- 最優秀監督賞(Best Director)
作品：『人間の尊厳』（英題：The Mass of Men）16:54／Fiction／2012／イギリス制作
監督：ガブリエル・ゴーシェ(Gabriel Gauchet)

- 最優秀学生監督賞(Best Students Director)
作品：『ペニー、恐るべし。』（英題：　Penny Dreadful）17:43／Fiction／2012／アメリカ制作
監督：シェーン・アトキンソン(Shane Atkinson)

- 最優秀脚本賞(Best Screen play)
作品：『コールド・ブラッド』（英題：Cold Blood）15:00／Fiction／2013／フランス制作
監督：シャキブ・タレブ・ベンディアブ(Chakib Taleb Bendiab)

- 最優秀編集賞(Best Editing)
作品：『ボイス・オーバー』（英題：Voice Over）12:00／Fiction／2012／スペイン制作
監督：マーティン・ロゼッテ(Martin Rosete)

- 最優秀撮影賞(Best Cinematography)
作品：『死の影』（英題：Death of a Shadow）20:00／Fiction／2012／ベルギー制作
監督：トム・ヴァン・アバルマエト(Tom Van Avermaet)

- 最優秀チルドレン・ショート賞(Best Children Short)
作品：『コーポにちにち草のくらし』（英題：Daily Lives at Daisy Lodge）08:22／Animation／2013／日本制作
監督：若井麻奈美(Manami Wakai)

- 最優秀ミニショート賞(Best Mini Short)
作品：『サイクロイド』（英題：CYCLOID）03:26／Animation／2013／日本制作
監督：黒木智輝(Tomoki Kurogi)

- 最優秀作曲賞(Best Original Score)
作品：『ウォームスレイおじさんのクリスマス』（英題：Uncle Wormsley's Christmas）29:58／Animation／2012／イギリス制作
監督：デヴィッド・シュート(David Shute)

- 最優秀ノンダイアログ賞(Best Non Dialogue)
作品：『くつした』（英題：My socks）07:14／Animation／2012／日本制作
監督：デイビッド・ロレンズ(David Lorenz)

- 最優秀アニメーション賞(Best Animation)
作品：『海に落ちた月の話』（英題：The Moon that Fell into the Sea）19:00／Animation／2012／日本制作
監督：織田明(Akira Oda)

- 最優秀国内作品賞(Best National Short)
作品：『ゆびわのひみつ』（英題：Secret of the Ring）16:08／Fiction／2012／日本制作
監督：谷口雄一郎(Yuichiro Taniguchi)

- 最優秀北海道作品賞(Best Hokkaido Short)
作品：『下手くそ、はなさない』（英題：An Awkward Grace）27:35／Fiction／2012／日本(札幌)制作
監督：山口洋介(Yosuke Yamaguchi)

- 最優秀コンテンポラリー / エクスペリメンタルショート賞(Best Contemporary / Experimental Short)
作品：『瞬歩』（英題：Shunpo）04:24／Experimental／2012／フランス制作
監督：スティーブン・ブライアンド(Steven Briand)

- 最優秀男優賞(Best Actor)
作品：『人間の尊厳』（英題：The Mass of Men）16:54/Fiction/2012/イギリス制作
監督：ガブリエル・ゴーシェ(Gabriel Gauchet)

- 審査員特別賞(Jury Special Award)
作品：『ディックスラップ』（英題：Dickslap）25:30／Fiction／2012／フランス制作
監督：ジャン＝バプティスト・サーレル(Jean-Baptiste Saurel)

- 最優秀ドキュメンタリー賞(Best Documentary)
作品：『リスボン・オーケストラ』（英題：Lisboa Orchestra）12:00／Documentary／2012／フランス制作
監督：ギヨーム・デラピエーレ(Guillaume Delaperriere)

- 最優秀脚本賞スペシャルメンション(Best Screen Play Special Mention)
作品：『カンバセーションズ』（英題：conversation(s)）24:30／Fiction／2013／日本制作
監督：石川慶(Kei Ishikawa)

SAPPOROショートフェスト2013において下記の各賞は該当なし
- 最優秀美術賞(Best Production Design)
- 最優秀女優賞（Best Actress）
- 最優秀子役賞（Best Children Actor ＆ Actress）

### 特別賞
- 札幌市平和賞(Sapporo Peace Award)
作品：『夏と冬の間に』（英題：Autumn Leaves）10:13／Animation／2012／フランス制作
監督：カヴーリョ・カルロス・ドゥ、オーデ・ダンセット(Karvalho Carlos De, Aude Danset)

- 子供審査員賞 金賞(Best Children Choice Award Gold)
作品：『まほうのほうき』（英題：Room on the Broom）26:18／Animation／2012／イギリス制作
監督：マックス・ラング、ジャン・ラシャウア(Max Lang, Jan Lachauer)

- 子供審査員賞 銀賞(Best Children Choice Award Silver)
作品：『あきちあそび』（英題：Palyground）05:09／Animation／2013／日本制作
監督：大城良輔(Ryosuke Oshiro)

- 子供審査員賞 銅賞(Children's Choice Award Bronze)
作品：『ハエのレオ』（英題：Growing Leo）09:00／Animation／2012／スペイン制作
監督：ロメロ・ルーベン・マテオ(Romero Ruben Mateo)

- クリプトン・ベスト・サウンド・アワード(CRYPTON Best Sound Award Bruno Collet)
作品：『テンポ・ザ・サード・アクト』（英題：A Tempo "The 3rd Act"）13:38／Fiction／2012／レバノン制作
監督：マリア・アブデル・カリム(Maria Abdel Karim)

- アミノアップ北海道新人監督賞(Amino Up Hokkaido New Director Award)
作品：『僕らの興味期限切れの夏』（英題：My Summer, Expired Interests）30:00／Fiction／2012／日本(札幌)制作
監督：福田さとみ(Satomi Fukuda)

- 観光庁長官賞(Japan Tourism Agency Commissioner Award)
作品：『Dedicated to Ski』（英題：Dedicated to Ski）24:00／Fiction／2011／日本制作
監督：Takuya Yoshimura

- CGMアワード最優秀賞(CGM Award Gold)
作品：『コンピューター・オーヴァーチュア』（英題：Computer Overture）04:53／Animation／日本制作
監督：mt.pt

- CGMアワード優秀賞(CGM Award Silver)
作品：『ひとりぼっちのユーエフオー』（英題：The U.F.O. is flying alone）04:13／Animation／日本制作
監督：エジエレキ

- CGMアワード優秀賞(CGM Award Silver)
作品：『ヒューマン』（英題：human）05:00／Animation／日本制作
監督：ke/今朝北海道で水揚げされたばかりの毛蟹

- オーディエンスアワード(Audience Award)
作品：『死の影』（英題：Death of a Shadow）20:00／Fiction／2012／ベルギー制作
監督：トム・ヴァン・アバルマエト(Tom Van Avermaet)